# Premi Razzie a la pitjor pel·lícula
El Premi Razzie a la Pitjor Pel·lícula és un guardó atorgat pel Premi Golden Raspberry a la pitjor producció cinematogràfica de l'any anterior. A la següent llista hi ha els guanyadors, els nominants, els productors i la distruibudora.

## Premis i nominacions

### Dècada de 1980
- 1980 Can't Stop the Music - AFD - Allan Carr
  - A la cacera - Lorimar / UA - Jerry Weintraub
  - The Formula - MGM / UA - Steve Shagan
  - Divendres 13 - Paramount - Sean S. Cunningham
  - The Jazz Singer - AFD - Jerry Leider
  - The Nude Bomb - Universal - Jennings Lang
  - Raise the Titanic! - AFD - William Frye
  - Saturn 3 - AFD - Stanley Donen
  - Windows - UA - Jerry Lodell
  - Xanadu - Universal - Lawrence Gordon
- 1981 Mommie Dearest - Paramount - Frank Yablans
  - Endless Love - Universal / PolyGram - Dyson Lovell
  - Heaven's Gate - UA - Joann Carelli
  - The Legend of the Lone Ranger - Universal / AFD - Walter Coblenz
  - Tarzan, the Ape Man - MGM / UA - John Derek
- 1982 Inchon - MGM - Mitsuharu Ishi
  - Annie - Columbia / Rastar - Ray Stark
  - Butterfly - Analysis - Matt Cimber
  - Megaforce - 20th Century Fox - Albert S. Ruddy
  - The Pirate Movie - 20th Century Fox - David Joseph
- 1983 The Lonely Lady - Universal - Robert R. Weston
  - Hercules - MGM / UA / Cannon - Golan-Globus
  - Jaws 3-D - Universal - Rupert Hitzig
  - Stroker Ace - Universal - Hank Moonjean
  - Two of a Kind - 20th Century Fox - Roger M. Rothstein / Joe Wizan
- 1984 Bolero - Cannon - Bo Derek
  - Cannonball Run II - Warner Bros. - Albert S. Ruddy
  - Rhinestone - 20th Century Fox - Marvin Worth / Howard Smith
  - Sheena - Columbia - Paul Aratow
  - Where the Boys Are '84 - TriStar - Allan Carr
- 1985 Rambo: First Blood Part II - TriStar - Buzz Feitshans
  - Fever Pitch - MGM / UA - Freddie Fields
  - Revolution - Warner Bros. - Irwin Winkler
  - Rocky IV - MGM / UA - Irwin Winkler / Robert Chartoff
  - Year of the Dragon - MGM / UA - Dino De Laurentiis
- 1986 Howard the Duck - Universal - Gloria Katz (ex aequo)
- 1986 Under the Cherry Moon - Warner Bros. - Bob Cavallo / Joe Ruffalo / Steve Fargnoli (ex aequo) 
  - Blue City - Paramount - William L. Hayward / Walter Hill
  - Cobra - Warner Bros. / Cannon - Golan-Globus
  - Shanghai Surprise - MGM - John Kohn
- 1987 Leonard Part 6 - Columbia - Bill Cosby
  - Ishtar - Columbia - Warren Beatty
  - Jaws: The Revenge - Universal - Joseph Sargent
  - Tough Guys Don't Dance - Cannon - Golan-Globus
  - Who's That Girl - Warner Bros. - Rosilyn Heller / Bernard Williams
- 1988 Cocktail - Touchstone - Ted Field / Robert W. Cort
  - Caddyshack II - Warner Bros. - Neil Canton / Jon Peters / Peter Guber
  - Hot to Trot - Warner Bros. - Steve Tisch
  - Mac and Me - Orion - R.J. Louis
  - Rambo III - TriStar - Buzz Feitshans
- 1989 Star Trek: L'última frontera - Paramount - Harve Bennett
  - The Karate Kid, Part III - Columbia Pictures - Jerry Weintraub
  - Lock Up - TriStar - Lawrence Gordon
  - Road House - UA - Joel Silver
  - Els bojos del Cannonball 3 - Orion - Murray Shostack

### Dècada de 1990
- 1990 The Adventures of Ford Fairlane - 20th Century Fox - Steve Perry / Joel Silver (ex aequo)
- 1990 Ghosts Can't Do It - Triumph - Bo Derek (ex aequo) 
  - The Bonfire of the Vanities - Warner Bros. - Brian De Palma
  - Graffiti Bridge - Warner Bros. - Randy Phillips / Craig Rice
  - Rocky V - UA - Robert Chartoff / Irwin Winkler
- 1991 Hudson Hawk - TriStar - Joel Silver
  - Cool as Ice - Universal - Carolyn Pfeiffer / Lionel Wingram
  - Dice Rules - Seven Arts - Loucas George
  - Nothing But Trouble - Warner Bros. - Lester Berman / Robert K. Weiss
  - Return to the Blue Lagoon - Columbia - William A. Graham
- 1992 Shining Through - 20th Century Fox - Carol Baum / Howard Rosenman
  - The Bodyguard - Warner Bros. - Kevin Costner / Lawrence Kasdan / Jim Wilson
  - Les aventures de Cristòfor Colom - Warner Bros. - Alexander Salkind / Ilya Salkind
  - Final Analysis - Warner Bros. - Paul Junger Witt / Charles Roven / Tony Thomas
  - Newsies - Disney - Michael Finnell
- 1993 Indecent Proposal - Paramount - Sherry Lansing
  - Body of Evidence - MGM / UA - Dino De Laurentiis
  - Màxim risc (Cliffhanger) - Carolco / TriStar - Renny Harlin / Alan Marshall
  - Last Action Hero - Columbia - John McTiernan / Stephen J. Roth
  - Assetjada  - Paramount - Robert Evans
- 1994 El color de la nit - Hollywood - Buzz Feitshans / David Matalon
  - Un noi anomenat North - Columbia - Rob Reiner / Alan Zweibel
  - On Deadly Ground - Warner Bros. - A. Kitman Ho / Julius R. Nasso / Steven Seagal
  - L'especialista  - Warner Bros. - Jerry Weintraub
  - Wyatt Earp - Warner Bros. - Kevin Costner / Lawrence Kasdan / Jim Wilson
- 1995 Showgirls - MGM / UA - Alan Marshall / Charles Evans
  - Congo - Paramount - Kathleen Kennedy / Sam Mercer
  - It's Pat! - Touchstone - Charles B. Wessler
  - La lletra escarlata (The Scarlet Letter) - Hollywood - Roland Joffé / Andrew J. Vajna
  - Waterworld - Universal - Kevin Costner / John Davis / Charles Gordon / Lawrence Gordon
- 1996 Striptease - Castle Rock / Columbia - Andrew Bergman / Mike Lobell
  - Barb Wire - Gramercy - Todd Moyer / Mike Richardson / Brad Wyman
  - Ed - Universal - Rosalie Swedlin
  - L'illa del Doctor Moreau  - New Line - Edward R. Pressman
  - The Stupids - New Line / Savoy - Leslie Belzberg
- 1997 The Postman - Warner Bros. - Kevin Costner / Steve Tisch / Jim Wilson
  - Anaconda - Columbia - Verna Harrah / Carole Little / Leonard Rabinowitz
  - Batman & Robin - Warner Bros. - Peter MacGregor-Scott
  - En terra perillosa 2 - Warner Bros. - Julius R. Nasso / Steven Seagal
  - Speed 2: Cruise Control - 20th Century Fox - Jan de Bont / Steve Perry / Michael Peyser
- 1998 An Alan Smithee Film: Burn Hollywood Burn - Hollywood - Ben Myron / Joe Eszterhas
  - Armageddon - Touchstone - Michael Bay / Jerry Bruckheimer
  - The Avengers - Warner Bros. - Jerry Weintraub
  - Godzilla - TriStar - Dean Devlin
  - Spiceworld - Columbia - Uri Fruchtan / Mark L. Rosen / Barnaby Thompson
- 1999 Wild Wild West - Warner Bros. - Jon Peters / Barry Sonnenfeld
  - Un pare genial - Columbia - Sidney Ganis / Jack Giarraputo
  - The Blair Witch Project - Artisan - Robin Cowie / Gregg Hale
  - The Haunting - DreamWorks - Susan Arthur / Donna Roth / Colin Wilson
  - Star Wars Episode I: The Phantom Menace - 20th Century Fox - Rick McCallum / George Lucas

### Dècada del 2000
- 2000 Camp de batalla: la Terra - Warner Bros. - Jonathan D. Krane / Elie Samaha / John Travolta
  - Book of Shadows: Blair Witch 2 - Artisan - Bill Carraro
  - The Flintstones in Viva Rock Vegas - Universal - Bruce Cohen
  - Little Nicky - New Line - Jack Giarraputo / Robert Simonds
  - Gairebé perfecte  - Paramount - Leslie Dixon / Linne Radmin / Tom Rosenberg
- 2001 Freddy Got Fingered - 20th Century Fox - Larry Brezner / Howard Lapides / Lauren Lloyd
  - Driven - Franchise / Warner Bros. - Renny Harlin / Elie Samaha / Sylvester Stallone
  - Glitter - 20th Century Fox / Columbia - Laurence Mark / E. Bennett Walsh
  - Pearl Harbor - Touchstone / Disney - Michael Bay / Jerry Bruckheimer
  - Els reis del crim - Franchise / Warner Bros. - Demian Lichtenstein / Eric Manes / Elie Samaha / Richard Spero / Andrew Stevens
- 2002 Swept Away - Screen Gems - Matthew Vaughn
  - Pluto Nash - Warner Bros. - Martin Bregman / Michael Scott Bregman / Louis A. Stroller
  - Crossroads - Paramount - Ann Carli
  - Pinocchio - Miramax - Gianluigi Braschi / Nicoletta Braschi / Elda Ferri
  - Star Wars Episode II: Attack of the Clones - 20th Century Fox - Rick McCallum / George Lucas
- 2003 Gigli - Columbia / Revolution - Martin Brest / Casey Silver
  - The Cat in the Hat - Universal / DreamWorks - Brian Grazer
  - Charlie's Angels: Full Throttle - Columbia - Drew Barrymore / Leonard Goldberg / Nancy Juvonen
  - From Justin to Kelly - 20th Century Fox - John Steven Agoglia
  - The Real Cancun - New Line - Mary-Ellis Bunim / Jonathan Murray / Jamie Schutz / Rick de Oliveira
- 2004 Catwoman - Warner Bros. - Denise Di Novi / Edward McDonnell
  - Alexander - Warner Bros. - Oliver Stone
  - SuperBabies: Baby Geniuses 2 - Triumph - Steven Paul
  - Surviving Christmas - DreamWorks - Betty Thomas / Jenno Topping
  - Dues rosses amb pebrots (White Chicks) - Columbia / Revolution - Rick Alvarez / Lee R. Mayes / Keenen Ivory Wayans / Marlon Wayans / Shawn Wayans
- 2005 Dirty Love - First Look Pictures - John Mallory Asher / BJ Davis / Rod Hamilton / Kimberley Kates / Michael Manasseri / Jenny McCarthy / Trent Walford
  - Deuce Bigalow: Gigoló europeu - Columbia - Adam Sandler / John Schneider
  - The Dukes of Hazzard - Warner Bros. / Village Roadshow - Bill Gerber
  - House of Wax - Warner Bros. / Village Roadshow - Susan Levin / Joel Silver / Robert Zemeckis
  - Son of the Mask - New Line Cinema - Erica Huggins / Scott Kroopf
- 2006 Basic Instinct 2 - Columbia - Mario Kassar / Joel B. Michaels / Andrew G. Vajna
  - BloodRayne - Romar Entertainment - Uwe Boll / Dan Clarke / Wolfgang Herrold
  - Lady in the Water - Warner Bros. - Sam Mercer / Jose L. Rodriguez / M. Night Shyamalan
  - Little Man - Columbia / Revolution - Rick Alvares / Lee Mays / Marlon Wayans / Shawn Wayans
  - The Wicker Man - Warner Bros. - Nicolas Cage / Randall Emmett / Norm Golightly / Avi Lerner / Joanne Sellar
- 2007 I Know Who Killed Me - TriStar - David Grace / Frank Mancuso, Jr.
  - Bratz: The Movie - Lions Gate - Avi Arad / Isaac Larian / Steven Paul
  - Daddy Day Camp - TriStar / Revolution - Matt Berenson / John Davis / Wyck Godfrey
  - I Now Pronounce You Chuck and Larry - Universal - Adam Sandler / Tom Shadyac
  - Norbit - DreamWorks - John Davis / Eddie Murphy / Michael Tollin
- 2008 The Love Guru - Paramount - Gary Barber / Michael DeLuca / Mike Myers
  - Disaster Movie - Lions Gate and Meet The Spartans - 20th Century Fox - Jason Friedberg / Peter Safran / Aaron Seltzer
  - The Happening - 20th Century Fox - Barry Mendel / Sam Mercer / M. Night Shyamalan
  - The Hottie & The Nottie - Regent Releasing / Purple Pictures - Hadeel Reda
  - In the Name of the King: A Dungeon Siege Tale - Boll KG / Brightlight Pictures - Uwe Boll / Dan Clarke / Wolfgang Herrold / Shawn Williamson
- 2009 Transformers: Revenge of the Fallen[1] - Paramount Pictures / DreamWorks / Hasbro - Lorenzo di Bonaventura / Ian Bryce / Tom DeSanto / Don Murphy
  - All About Steve - 20th Century Fox - Sandra Bullock / Mary McLaglen
  - G.I. Joe: The Rise of Cobra - Paramount Pictures / Hasbro - Lorenzo di Bonaventura / Bob Ducsay / Brian Goldner
  - Land of the Lost - Universal Studios - Sid Krokkt / Marty Krofft / Jimmy Miller
  - Old Dogs - Walt Disney Pictures - Peter Abrams / Robert Levy / Andrew Panay

### Dècada del 2010
- 2010 Avatar: l'últim mestre de l'aire - Paramount Pictures, Nickelodeon Movies - Frank Wilton Marshall, Kathleen Kennedy, Sam Mercer i M. Night Shyamalan
  - El caça-recompenses - Columbia Pictures - Neal H. Moritz
  - Sex and the City 2 - New Line Cinema, HBO Films, Village Roadshow Pictures - Michael Patrick King, John Melfi, Sarah Jessica Parker i Darren Star
  - Eclipsi - Summit Entertainment - Wyck Godfrey
  - Vampires Suck - 20th Century Fox - Jason Friedberg, Peter Safran i Aaron Seltzer
- 2011 En Jack i la seva germana bessona[2] - Columbia Pictures - Todd Garner, Jack Giarraputo i Adam Sandler
  - Bucky Larson: Born to Be a Star - Columbia Pictures - Barry Bernardi, Allen Covert, David Dorfman i Jack Giarraputo
  - New Year's Eve - Warner Bros., New Line Cinema - Mike Karz, Garry Marshall i Wayne Allan Rice
  - Transformers: Dark of the Moon - Paramount Pictures - Lorenzo di Bonaventura, Ian Bryce, Tom DeSanto i Don Murphy
  - La saga Crepuscle: Albada (1a part) - Summit Entertainment - Wyck Godfrey, Stephenie Meyer i Karen Rosenfelt